# Харитонова, Зоя Васильевна
Зоя Васи́льевна Харито́нова (1936, Москва, СССР — 1 января 2021, там же) — советник Российской академии архитектурных и строительных наук, заслуженный архитектор России.

## Биография

### Детство и студенческие годы
З. В. Харитонова родилась в Москве. Детство Зои Васильевны пришлось на военные годы. С 1941 по 1942 вместе с матерью она была в эвакуации в Омске, затем вернулась в Москву. С детства любила рисовать и хотела стать архитектором.
В 1960 году окончила МАРХИ. В институте она встретила группу молодых архитекторов с намерением создать в стране новую систему расселения, при которой практически сотрётся грань между центром и провинцией. Группа студентов впоследствии стала известна как Группа НЭР, или Нового элемента расселения. Дипломной работой стала градостроительная концепция города Критово Красноярского края.
В 1966 авторы НЭР — Алексей Гутнов, Илья Лежава, Андрей Бабуров, Станислав Садовский, Зоя Харитонова и социолог Георгий Дюментон — выпустили книгу «Новый элемент расселения: на пути к новому городу».

### Трудовая деятельность
С 1973 года Зоя Васильевна Харитонова работала в Институте Генплана. Зоя Васильевна является автором проектов, которые опережали своё время. Она первая в своих проектах предложила идею комфортной среды, дворовых пространств и инфраструктуры для жилой застройки. Жилой комплекс в Сокольниках является таким примером. В жилом комплексе предусмотрено всё для комфортного проживания: семейные кафе, магазины, молочная кухня, парикмахерская, почта. Также по проектам Харитоновой застроены микрорайоны Гольяново, Спасские улицы.
В начале 1980-х занималась проектом Старого Арбата как пешеходной улицы.